# Yolyn Am
Yolyn Am (mongol: Ёлын Ам, Vall del Trencalòs) és un congost profund i estret a les muntanyes de Gurvan Saikhan al sud de Mongòlia. La vall rep el nom del Trencalòs, que es diu Yol en mongol. El Trencalòs és un voltor del Vell Món, d'aquí que el nom es tradueix sovint a Vall dels voltors o Vall de les àguiles.
La vall es troba dins del parc nacional de Gobi Gurvansaikhan.
Yolyn Am es troba a la subcategoria Zuun Saikhanii Nuruu (la bellesa oriental) de les muntanyes Gurvan Saikhan. La zona, com a part del desert de Gobi, té poca precipitació. No obstant això, Yolyn Am destaca per un camp de gel profund. El camp de gel arriba a uns quants metres de gruix a finals de l'hivern i fa diversos quilòmetres de llarg. En els últims anys es va mantenir durant tot l'any, però el camp de gel modern tendeix a desaparèixer al setembre.

## Fauna salvatge
A part del trencalòs, al congost es poden trobar tant el voltor de l'Himàlaia com el cinereu. Altres ocells que viuen al congost són el gall de neu d'Altai, el pela-roques i el pinsà mongol. Els mamífers que viuen a la vall inclouen l'argalí, la cabra de Sibèria i el lleopard de les neus.